# Tipula (Schummelia) zonaria
Tipula (Schummelia) zonaria is een tweevleugelige uit de familie langpootmuggen (Tipulidae). De soort komt voor in het Palearctisch gebied.